# Canarino Comune Italico
Canarino Comune Italico è la denominazione di un'antica razza, o sarebbe meglio dire razza-popolazione, di canarino domestico, appartenente alla specie Serinus canaria. Una razza-popolazione è una razza domestica che si forma per isolamento geografico, più che per selezione operata dall'uomo di certi caratteri a scopo utilitaristico.

## Origine
Gli importatori originari del Canarino in Europa furono gli Spagnoli, conquistatori delle Isole Canarie, i quali li vendevano in tutta Europa, badando però di vendere se possibile solo maschi, in modo da poterne continuare a detenere il monopolio (in questa specie oltretutto solamente i maschi cantano). I Canarini erano già allevati in cattività nelle isole Canarie dalle popolazioni originarie (i Guanci), anche prima della conquista europea.
Allevato nella Penisola Italiana fin dal XVI secolo, il canarino comune Italico spezzò il monopolio nel commercio di questi uccelletti originari dell'Arcipelago Macaronesico (Isole Selvagge, Azzorre, Madera, Isole Canarie), detenuto originariamente dalla sola Spagna, che era solita venderne soggetti a caro prezzo in tutta Europa, soprattutto ai nobili. Carlo IV di Spagna acquisì nel 1797 sette canarini ottimi cantori, per la cifra di 1050 reales cadauno. I più ambiti canarini provenivano dalle Isole di Tenerife e Gran Canaria, come riporta ad esempio l'Olina.

## Leggenda
Una leggenda, citata da vari autori Italiani, quali l'Olina e l'Aldrovandi, ma nota anche all'estero, riporta il fatto che un veliero abbia fatto naufragio presso l'Isola d'Elba, lungo la costa toscana, all'incirca nel 1550, e che i canarini, trasportati proprio su quel veliero in gran numero, siano approdati all'isola citata, adattandovisi. I locali, catturandoli e moltiplicandoli, diedero vita ad un florido commercio che mise fine al monopolio spagnolo. Infatti, oltre che nella Penisola Italiana, i discendenti di questi canarini furono venduti anche in Tirolo, in Svizzera ed in Germania. Per il fatto che nel citato libro dell'Olina si dice che il veliero fosse partito non da un porto Spagnolo noto, potrebbe significare che anche i Portoghesi tentarono, forse in scala minore, tale commercio, approvvigionandosi alle loro Isole, cioè Madera e le Azzorre, ma, al di fuori di questa storia - leggenda, non pare vi siano altri documenti al riguardo.
Il primo a citare estesamente il fatto fu Pietro Olina, nel volume Uccelliera della Natura, datato 1622. Nel testo egli diede anche una minuziosa descrizione dei canarini, sottolineando le differenze tra i soggetti italici e quelli d'importazione (in realtà, a leggere con attenzione la descrizione, i canarini dell'Elba paiono ad un occhio esperto più simili a soggetti delle Isole Azzorre o Madera, che non delle Canarie).
Il grande naturalista bolognese Ulisse Aldrovandi ne raffigura un maschio intento a cibarsi di panico in spiga (1600 circa).
La razza italica è da considerare con molte probabilità quella capostipite degli Harzer  (Canarini da canto), potendo anche aver influenzato altre moderne razze. Ciò si può desumere da un disegno molto dettagliato del Canarino di St. Andreasberg, ritratto da un Autore britannico nel XIX secolo. Tale canarino, noto antenato degli Harzer, somiglia moltissimo al canarino Italico. Il canarino Harzer o Harz è pure noto come "Canarino Nobile dell'Harz", "Harzer Edelroller", o anche "Roller".

## Rischio di estinzione
Nonostante numerosi studiosi italiani del passato (Vittorio Menassé, Odorico Mannelli, Livio Susmel) abbiano scritto molto a favore di questo canarino, il disinteresse nazionale fece sì che la razza si avviasse all'estinzione. Un tempo veniva esposto a mostre o fiere di paese, senza però che vi fosse nessuno Standard o scala dei punti per mezzo del quale giudicarlo, semplicemente venivano premiati i soggetti all'apparenza più piacevoli o migliori cantori. Ancora 40 anni fa circa, molti appassionati di canarini non distinguevano soggetti da canto e soggetti di bellezza. Oggi è pressoché impossibile trovarlo nelle uccellerie e nei mercatini, anche se vengono talvolta spacciati per canarini comuni semplici incroci di varie razze. Qualche raro soggetto potrebbe essere ancora presente, ancorché non di razza "pura", nelle campagne, data la sua non comune rusticità e capacità di allevare la prole, ed anche per il canto persistente, ricco, melodioso e variato.

## Morfologia
Questi canarini erano caratterizzati da una taglia intorno ai 13 - 14,5 cm, da un portamento altero, con un tipico inchino del maschio, e dal petto carenato e non bombato. La testa era più sottile e col collo in evidenza dei comuni canarini di colore (in precedenza denominati Sassoni), e vi era un leggero dimorfismo sessuale visibile ad occhio nudo (caratteristica condivisa anche dalle razze Inglesi Border e Fife, almeno in molti soggetti). La livrea variava dalle sfumature di verde a quelle di giallo, sia intera sia pezzata. Secondo alcuni poteva essere anche di altri colori, ma non è un dato confermato né sicuro. Si ritiene addirittura che potesse esservi anche una variante che presentava il ciuffo, ma sono sempre notizie di cui non vi è conferma documentale. I maschi erano ritenuti dei cantori non comuni, in grado di rivaleggiare anche con Fringillidi selvatici.

## Curiosità
Nonostante si sia pressoché estinto, questo canarino resisteva bene alle intemperie ed alle malattie, tanto da essere allevato nelle campagne anche all'aperto in voliere o gabbie. Alcuni appassionati stanno tentando di salvare gli ultimi soggetti rimasti. Tra questi, C. Balestrazzi di Parma da alcuni anni ottiene riproduzioni regolari dei pochissimi soggetti che è riuscito a reperire, tentando via via di eliminare quelle caratteristiche indesiderate che potrebbero provenire da incroci con altre razze di Canarino Domestico (gli incroci più comuni che hanno contribuito a disperdere in maniera quasi definitiva questa razza sono soprattutto con l'Inglese Gloster e con soggetti a fattore rosso (anche mosaico). Anche il sig. G. Giusini, di Gradara, riesce da anni a riprodurre canarini derivanti da ceppi antichi, con la maggior parte delle caratteristiche dell'antico canarino. Tra le caratteristiche indesiderate, fino a dimostrazione del contrario vi è anche il ciuffo, oltre al colore di categoria mosaico, alla testa grossa, alla taglia piccola e al petto arrotondato, che non evidenzi cioè bene la carena sternale. I colori fin qui considerati ammissibili da questi allevatori sono giallo, verde, bruno, bianco e tutte le possibili pezzature o variegature di tali tinte. In mancanza di standard, questi allevatori si attengono ad una collezione di fotografie e disegni risalenti al XIX ed al XX secolo, anche per tradizione familiare.